# Vuurwerkbesluit
Het Vuurwerkbesluit is een Nederlandse algemene maatregel van bestuur uit 1993 die regels stelt voor consumenten- en professioneel vuurwerk. Het Vuurwerkbesluit is sindsdien nog enkele malen aangepast en uitgebreid, vooral in 2002. Het Vuurwerkbesluit is een centraal onderdeel van het vuurwerkbeleid in Nederland.

## Geschiedenis
In 1993 werd het Vuurwerkbesluit (voluit: "Vuurwerkbesluit Wet milieugevaarlijke stoffen") van kracht. Elke partij vuurwerk die in Nederland aankwam, moest sindsdien worden gemeld bij de Keuringsdienst van Waren in Rotterdam. In 1996 pleitte de keuringsdienst ervoor om het Vuurwerkbesluit te verruimen zodat de eisen meer overeen zouden komen met die zoals ze aan vuurwerk in België en Duitsland werden gesteld.
Het Vuurwerkbesluit werd aangepast naar aanleiding van de vuurwerkramp in Enschede op 13 mei 2000 en verscherpte de bestaande regel- en wetgeving voor vuurwerk. De geüpdatete versie heette officieel "Besluit van 22 januari 2002, houdende nieuwe regels met betrekking tot consumenten- en professioneel vuurwerk". In 2004 werd het Vuurwerkbesluit nog gewijzigd ter verbetering van de uitvoerbaarheid ervan en ter uitbreiding van de handhaving.
Per 1 juli 2012 is het Vuurwerkbesluit gewijzigd. De oude term fop- en schertsvuurwerk is komen te vervallen en vervangen door categorie 1-vuurwerk. Het betreft hier vuurwerk dat zeer weinig gevaar en een te verwaarlozen geluidsniveau oplevert en bestemd is voor gebruik in een besloten ruimte, inclusief vuurwerk dat bestemd is voor gebruik binnenshuis. Categorie 1-vuurwerk is te koop vanaf 12 jaar. De maximale kruitinhoud van categorie 1-vuurwerk is vastgesteld op 7 gram. Zo is er vuurwerk dat vroeger viel in categorie 2 (16+), maar nu onder 12+. Denk aan grondbloemen en huilfonteinen.
Het "Besluit van 29 oktober 2014 tot wijziging van het Vuurwerkbesluit (beperking afsteektijden consumentenvuurwerk)" heeft de tijd dat bij oud en nieuw het afsteken van vuurwerk is geoorloofd beperkt tot de periode van 31 december 18:00 uur tot 1 januari 02:00 uur; daarvoor was het vanaf 10:00 uur.
Een aantal soorten vuurwerk mag niet door particulieren gebruikt worden. Vuurwerk dat in België te koop is, wordt daarom soms illegaal naar Nederland gebracht. In België gelden andere wetten. Hier is ook zwaarder vuurwerk te verkrijgen en wordt het ook heel het jaar door verkocht. Dit is echter alleen te verkrijgen als het zogenaamd geëxporteerd wordt. Dit vuurwerk is in veel gevallen niet getest onder de Nederlandse eisen die gelden voor consumentenvuurwerk.

## Verkoopperiode
In Nederland wordt het in de drie dagen voor oud en nieuw verkocht. Als een van de verkoopdagen een zondag is, dan wordt het vuurwerk vier dagen van tevoren al verkocht. De zondag komt dan als verkoopdag te vervallen. Volgens het Vuurwerkbesluit is het niet toegestaan om op een zondag vuurwerk te verkopen. Consumenten mogen maximaal 25 kg per persoon en per keer bij erkende vuurwerkverkooppunten kopen, dat alleen op 31 december vanaf 18.00 uur tot 1 januari 2.00 uur afgestoken mag worden. Dit vuurwerk mag door iedereen van twaalf jaar en ouder gekocht worden (afhankelijk van de categorie vuurwerk; categorie 1 vanaf 12 jaar, categorie 2 vanaf 16 jaar, categorie 3 vanaf 18 jaar).
Volgens de Nederlandse regels moet consumentenvuurwerk tijdens vervoer en opslag altijd zodanig zijn verpakt, dat het kan worden ingedeeld in de subklasse 4. Daarnaast blijven voor consumentenvuurwerk de bestaande regels van kracht, waarbij beperkingen zijn gesteld aan de hoeveelheden en soorten werkzame stof.

## Vuurwerk tijdens de coronacrisis
Tijdens de jaarwisseling van 2020-2021 en 2021-2022 golden in verband met de coronacrisis meer beperkingen. Zo was er een algeheel verkoop en afsteekverbod voor alle soorten vuurwerk behalve cat1. Ook zijn er inmiddels verschillende gemeenten die voor de jaarwisseling 2022-2023 een permanent afsteekverbod hebben aangekondigd. 